# Bunigeulis (Hantara)
Bunigeulis is een bestuurslaag in het regentschap Kuningan van de provincie West-Java, Indonesië. Bunigeulis telt 2797 inwoners (volkstelling 2010).